# Pentaschistis borussica
Pentaschistis borussica là một loài thực vật có hoa trong họ Hòa thảo. Loài này được (K.Schum.) Pilg. mô tả khoa học đầu tiên năm 1926.